# Campeonato Amazonense de Futebol de 2015
O Campeonato Amazonense de Futebol de 2015 foi a 99º edição da divisão principal do campeonato estadual do Amazonas, chamado popularmente de Barezão 2015. A competição premiou os dois melhores clubes com vagas para a Copa do Brasil de 2016, para a Copa Verde de 2016 e para o campeão uma para a Série D de 2015

## Histórico
Em consonância com o projeto de angariamento do futebol amazonense, no ano de 2015 o Barezão contou com a participação de 6 campeões estaduais e a volta do segundo maior campeão do estado após uma temporada na segunda divisão o Rio Negro-AM, e representando o interior do estado os clubes que lutaram pelo título foram o Penarol, o Princesa do Solimões e o Clube Nacional Borbense,  somando-se aos clubes  da capital Manaus. Devido à crise financeira e consequentemente tecnica que os clubes do estado tem apresentado, sem grande visibilidade do cenário nacional, os públicos definharam mais ainda com relação ao que já estava . O torneio que foi realizado ao longo de quatro meses entre fevereiro e junho, apesar da Arena da Amazônia ter sido agendada com partidas do Barezão, os clubes voltaram atrás pelo alto custo de locação do estádio. O estádio foi usado apenas para a final, com públicos somados de cerca de 11 mil pessoas. O público total do torneio de cerca de 33.353 pagantes, foi menor que a capacidade da Arena, de 44 mil espectadores, isso se deveria à falta do encontro dos clubes tradicionais da capital nas fases decisivas do torneio.

### Transmissão
Algumas das principais partidas do torneio foram transmitidas pela TV pelo canal TV A Crítica. Além das emissoras de rádio do estado do Amazonas.

### Regulamento
O Campeonato foi disputado em três fases distintas denominadas de: Primeira Fase (Fase Classificatória), Segunda Fase (Semi-final) e Fase Final.
Na Primeira Fase (Fase Classificatória) todas as entidades participantes jogaram entre si, no sistema de rodizio simples (um contra todos), em ida e volta 01 (um) (jogo de mando para cada entidade), com um total de 18 (dezoito) jogos para cada, ordenado em razão da classificação final do campeonato de 2014 em uma tabela seguida por critérios técnicos. As 04 (quatro) primeiras equipes colocadas ao final desta Primeira Fase, observando-se a pontuação obtida por todas as entidades, estarão classificadas para as Semifinais (Segunda Fase) e jogaram estas disputas desta fase entre si. Com o cruzamento sendo feito entre a primeira equipe classificada, jogando contra a quarta e a segunda contra a terceira, com as duas entidades que foram as melhores destes confrontos, passando à Terceira Fase (final) e a disputa pelo titulo do Campeonato Amazonense de Futebol Profissional da Série A de 2015.
Na Segunda Fase (Fase Semifinal), foi utilizado o sistema de cruzamento Olímpico e os jogos foram em Ida e Volta, com as entidade primeira e segunda colocadas da primeira Fase tendo o mando de campo da segunda partida e, atuando por 02 (dois) RESULTADOS IGUAIS, para poder passar á fase posterior (Final). Não havendo restrições de estádios, podendo estes jogos aconteceram, nos mesmos estádios liberados para o Campeonato em que as entidades possuem mandos normais. E somente não aconteceu provavelmente nestes estádios, caso fora(m) interditado(s) por algum motivo de força maior ou a própria entidade solicite do DTE/FAF a mudança do local oficialmente.
Na Terceira Fase (Fase), os jogos foram no sistema de Ida e Volta e, a entidade dentre as duas envolvidas na disputa, com a melhor campanha na primeira fase (classificatória), atuou com a vantagem de obter 02 (dois) RESULTADOS IGUAIS para quem foi o Campeão de 2015.

#### Critério de desempate
Os critério de desempate foram aplicados na seguinte ordem:
1. Maior número de vitórias
2. Maior saldo de gols
3. Maior número de gols pró (marcados)
4. Maior número de gols contra (sofridos)
5. Confronto direto

## Equipes Participantes

### Localização das equipes
Manaus possui cinco clubes sediados:
- Nacional, Rio Negro, Fast Clube, São Raimundo e Manaus FC.

## Classificação e Resultados (1ª Fase)

### Classificação
Atualizada às 23:00 (UTC-3) em 25 de Abril de 2015.

### Desempenho por rodada
- Clubes que lideraram ao final de cada rodada:

| Rodadas    | Rodadas    | Rodadas    | Rodadas  | Rodadas  | Rodadas  | Rodadas  | Rodadas  | Rodadas  | Rodadas  | Rodadas  | Rodadas  | Rodadas  | Rodadas  | Rodadas  | Rodadas  | Rodadas  | Rodadas  |
| ---------- | ---------- | ---------- | -------- | -------- | -------- | -------- | -------- | -------- | -------- | -------- | -------- | -------- | -------- | -------- | -------- | -------- | -------- |
| 1          | 2          | 3          | 4        | 5        | 6        | 7        | 8        | 9        | 10       | 11       | 12       | 13       | 14       | 15       | 16       | 17       | 18       |
| FAST CLUBE | FAST CLUBE | FAST CLUBE | NACIONAL | NACIONAL | NACIONAL | NACIONAL | NACIONAL | NACIONAL | NACIONAL | NACIONAL | NACIONAL | NACIONAL | NACIONAL | NACIONAL | NACIONAL | NACIONAL | NACIONAL |

- Clubes que ficaram na última posição ao final de cada rodada:

| Rodadas   | Rodadas   | Rodadas   | Rodadas  | Rodadas  | Rodadas  | Rodadas  | Rodadas  | Rodadas  | Rodadas  | Rodadas  | Rodadas  | Rodadas  | Rodadas  | Rodadas  | Rodadas  | Rodadas  | Rodadas  |
| --------- | --------- | --------- | -------- | -------- | -------- | -------- | -------- | -------- | -------- | -------- | -------- | -------- | -------- | -------- | -------- | -------- | -------- |
| 1         | 2         | 3         | 4        | 5        | 6        | 7        | 8        | 9        | 10       | 11       | 12       | 13       | 14       | 15       | 16       | 17       | 18       |
| RIO NEGRO | RIO NEGRO | RIO NEGRO | OPERÁRIO | OPERÁRIO | OPERÁRIO | OPERÁRIO | OPERÁRIO | OPERÁRIO | OPERÁRIO | OPERÁRIO | OPERÁRIO | OPERÁRIO | OPERÁRIO | OPERÁRIO | OPERÁRIO | OPERÁRIO | OPERÁRIO |

## Fase final
|  | Semifinais           | Semifinais           | Semifinais | Semifinais |   |          | Final | Final | Final | Final |
|  |                      |                      |            |            |   |          |       |       |       |       |
|  | Penarol              | 0                    | 3          | 3          |   |          |       |       |       |       |
|  | Nacional             | 2                    | 2          | 4          |   |          |       |       |       |       |
|  | Nacional             | 2                    | 2          | 4          |   | Nacional | 1     | 2     | 3     |       |
|  |                      |                      |            |            |   | Nacional | 1     | 2     | 3     |       |
|  |                      | Princesa do Solimões | 0          | 1          | 1 |          |       |       |       |       |
|  | Princesa do Solimões | Princesa do Solimões | 0          | 1          | 1 | 0        | 2     | 2     |       |       |
|  | Princesa do Solimões |                      |            |            |   | 0        | 2     | 2     |       |       |
|  | Fast                 | 1                    | 0          | 1          |   |          |       |       |       |       |

| Campeonato Amazonense 2015       |
| Amazonense                       |
| -------------------------------- |
| Nacional FC Campeão (43° título) |

### Partidas de ida
| 30 de maio | Penarol | 0 – 2 | Nacional | Floro de Mendonça, Itacoatiara |
|            |         |       |          | Árbitro: AM                    |

|            | Princesa do Solimões | 0 – 1 | Fast | Estádio da Colina, Manaus |
| 30 de maio |                      |       |      | Árbitro: AM               |

### Partidas de volta
| 6 de junho | Nacional | 3 – 2 | Penarol | Estádio da Colina, Manaus |
|            |          |       |         | Árbitro: AM               |

| 6 de junho | Fast | 0 – 2 | Princesa do Solimões | Estádio da Colina, Manaus |
|            |      |       |                      | Árbitro: AM               |

### Final
Partida de ida
| 13 de junho | Nacional          | 1 - 0 | Princesa Do Solimões | Arena da Amazônia, Manaus |
|             | Maurício Leal 55' |       |                      | Público: 3,026 Árbitro:   |

Partida de volta
| 20 de junho | Princesa Do Solimões | 1 - 2 | Nacional                           | Arena da Amazônia, Manaus                          |
|             | Nando 88'            |       | 65' Júnior Paraíba · 90+1' Charles | Público: 5,326 pagantes (6,787 presentes) Árbitro: |

## Artilharia
Encerrado às 11:30 (UTC-3) em 23 de junho de 2015.
| Gols | Jogador                                                | Time              |
| ---- | ------------------------------------------------------ | ----------------- |
| 13   | Charles                                                | Fast Clube        |
| 10   | Jefferson                                              | Nacional Borbense |
| 10   | Edinho Canutama                                        | Princesa          |
| 10   | Charles                                                | Nacional          |
| 9    | Tety                                                   | Penarol           |
| 9    | Ramon                                                  | São Raimundo      |
| 8    | Leonardo                                               | Nacional          |
| 8    | Léo Paraíba                                            | Princesa          |
| 7    | Wanderley                                              | Nacional          |
| 7    | Carlinhos                                              | Princesa          |
| 6    | Michel Parintins Eliélton                              | Fast Clube        |
| 6    | Thiago Verçosa Fininho                                 | Nacional          |
| 6    | Kelve                                                  | Iranduba          |
| 5    | Bruno Silva                                            | Manaus            |
| 5    | Robenilson Imperador                                   | Operário          |
| 5    | Gílson                                                 | Princesa          |
| 5    | Neto                                                   | São Raimundo      |
| 5    | Ernandes                                               | Iranduba          |
| 4    | Roberto Dinamite Willian Kramer                        | Fast Clube        |
| 4    | Binho                                                  | Penarol           |
| 4    | Alemão                                                 | Nacional Borbense |
| 4    | Naílson Ronan Lucas Peteca                             | Rio Negro         |
| 4    | Jonas                                                  | Operário          |
| 4    | Célio                                                  | Manaus            |
| 3    | Felipe Manoel Lídio Hyanthony                          | Nacional          |
| 3    | Adonias Jaiminho                                       | São Raimundo      |
| 3    | Deivid Da Silva Tiago Pereira Romarinho                | Fast Clube        |
| 3    | Douglas Lei                                            | Princesa          |
| 3    | Rafael Oliveira Vidinha                                | Iranduba          |
| 3    | Hayllan                                                | Operário          |
| 3    | Claudinei Jerson Diogo Capela                          | Manaus            |
| 2    | Marinho                                                | São Raimundo      |
| 2    | Clemilton                                              | Operário          |
| 2    | Rivelino Rafael Vieira Thompson Kitó Macéio Piúba Pirú | Penarol           |
| 2    | Martony                                                | Manaus            |
| 2    | Tiago Amazonense Rondinelli                            | Rio Negro         |
| 2    | Maurício Leal Jhonatan Fumaça Júnior Paraíba           | Nacional          |
| 2    | Guilherme Canhoto                                      | Nacional Borbense |
| 2    | Márcio Abraão Ediglê                                   | Fast Clube        |
| 2    | Pastor Castor Emerson                                  | Iranduba          |

| Gols | Jogador                                                       | Time              |
| ---- | ------------------------------------------------------------- | ----------------- |
| 1    | Serginho                                                      | Rio Negro         |
| 1    | Everson Silva Eduardo Thiago Mariano Gelvane Meireles Gabriel | Manaus            |
| 1    | Alberoni Franco Márcio Ribeiro Zizao Beto Nixon               | Nacional Borbense |
| 1    | Peter Kelvin Robinho                                          | Nacional          |
| 1    | Jackie Chan Célio Adrianinho Filipe Cristiano Júnior Neymar   | Penarol           |
| 1    | Carlos Kléber Getúlio Tomaz Diego Claílson                    | São Raimundo      |
| 1    | Felipe Amaral Rosembrick                                      | Fast Clube        |
| 1    | Pelezinho Lucas Pinheiro Douglas Klivan Bruno Xavier Emerson  | Iranduba          |
| 1    | Deurick Ivan Randerson Firmino                                | Princesa          |
| 1    | Wallace Róbson Alessandro Toró Bazinho Nilsão Élton Hailton   | Operário          |

| Gols-contra | Gols-contra     | Gols-contra | Gols-contra |
| Gols        | Jogador         | Time        | A favor de  |
| ----------- | --------------- | ----------- | ----------- |
| 1           | Carlos Henrique | Operário    | Iranduba    |